# باتريك كيلي (لاعب كريكت)
باتريك كيلي (1929 في المملكة المتحدة - 21 يونيو 2002 في المملكة المتحدة) (بالإنجليزية: Patrick Arthur Charles Kelly)‏ هو لاعب كريكت بريطاني. لعب مع Cheshire County Cricket Club ‏.

## وصلات خارجية
- باتريك كيلي على موقع إي آس بي آن كريك إنفو (الإنجليزية)